# Grapit
Grapit – zamieszkany obszar niemunicypalny w Stanach Zjednoczonych, w stanie Kalifornia, w hrabstwie Glenn. Jego nazwa powstała ze skróconej wersji określenia gravel pit (ang. żwirowy dół).